# Heilbron
Heilbron is een plaats in de Zuid-Afrikaanse provincie Vrijstaat.
Heilbron telt ongeveer 5500 inwoners.

## Subplaatsen
Het nationaal instituut voor de statistiek, Stats SA, deelt sinds de census 2011 deze hoofdplaats in in zogenaamde subplaatsen (sub place), c.q. slechts één subplaats:
Heilbron SP.

## Geboren
- Casper Labuschagne, theoloog